# Курковичи (Брянская область)
Курковичи — село Стародубского района Брянской области.

## География
Село расположено в 31 км от города Стародуба, в зоне Стародубского полесья. Село расположено на реке Вырей.

## Демография
| 2010 | 2013 |
| ---- | ---- |
| 455  | ↘421 |

## История
Курковичи — старинное казачье село. Согласно мнению историка XIX века архиепископа Филарета «Поселение здесь началось до татар», пишет он в Историко — статистическом описании Черниговской епархии. C первой половины XV века население Куркович прирастало также выходцами из Азовского казачества, что подтверждается преданиями и сохранившимися родословными таких казачьих родов как Лобки, Шершни, а также косвенно подтверждается наличием фамилий тюркского происхождения (Барбаш, Тубан, Бондаш). По дошедшим до нас историческим документам видно, что в XVII веке Курковские атаманы имели по округе большое влияние. Так в «Повести о бегствующем священстве» отображены события 1667 года: Стародубский полковник Скородумов Гаврила Иванович, укрывая бегущих из Москвы раскольников послал их к Курковскому атаману Ламаке, приказывая «отвесть им для житья место, называемое Понуровкой».
В 1679 году во время правления в Стародубе полковника Коровки, в сохранившемся письме от его имени на имя осадчего слободы Архиповка (нынешнее с. Архиповка Черниговской области Украины) говорится, чтобы осадчий Архип Охремович, следил «жебы курковцы за реку Ревну не вступовали и в сеножатях шкоды оным слобожанам не чинили». Из этого видно, что эти земли раньше были за курковскими казаками и те по привычке косили там сено, а слобода Архиповка была осажена в 1677 году. Хутор Гремячка (ныне Семёновского р-на Черниговской обл.) был основан в начале 18 века войсковым товарищем Архипом Ломакой, «на земле в уезде села Курковичи, купленной у Тишка Лобченка казака курковского». Также есть упоминания о Курковичах в дневниках генерального хорунжего Н. Д. Ханенко от 1742 г. Крупных землевладельцев в Курковичах не было, потому — что большинство населения было казачьего сословия, и свободной земли в окрестностях Куркович не имелось, она вся была у казаков. Для сравнения можно привести такие цифры — число прихожан в церкви в 1860 году было: 1001 чел. муж. пола и 1087 жен. пола, в том числе казаков муж. пола 600 человек. (Казацкое население с. Азаровка, к тому времени составляло 300 человек обоего пола). По численности казачьего населения Курковичи были в одном ряду с такими крупнейшими казачьими сёлами Стародубского полка как Баклань, Великая Топаль, Попова Гора, Шептаки. А в Стародубской сотне было крупнейшим казачьим селом. Максимальная численность населения Куркович включая курковские посёлки Марица и Ложки достигла к 1917 году 3600 человек обоего пола.
В конце 19-го, начале 20-го веков много курковских жителей, в основном казачьего сословия, из-за недостатка земли начали разъезжаться по разным уголкам России, где можно было иметь большие угодья обрабатываемой пашни. Есть станицы на Кубани, где целые улицы заселены выходцами из Куркович, например Новомышастовская и Анастасиевская, также во времена Столыпинских реформ казаки уходили в Сибирь и на Дальний Восток.
В Курковичах было две церкви. Преображенская церковь известна с середины XV века, а Никольская была построена в 1768 году. Так как церкви были деревянные, то перестраивались несколько раз. Из документов известно, что в 1775 г. деревянная церковь Каменского Успенского монастыря, построенная в 1686 г. была продана в село Курковичи для возведения здания церкви Преображения Господня, которая простояла до 1939 г. а в 1941 г. из неё было сделано здание школы, которое служит до сих пор. Никольскую церковь перестраивали в 1838 г. иона простояла до 1964 г. а потом из неё было построено здание интерната, где сейчас располагается второй корпус здания школы. С середины 19 века в Курковичах была церковно — приходская школа, а с 1887 г. и земская школа, преподавала в ней учительница, Александра Михайловна Тростницкая.
В отличие от соседних сел, таких как Азаровка, Понуровка, где были крупные землевладельцы, которые строили в своих владениях разные перерабатывающие предприятия (маслобойня и винокурня в Азаровке, ткацкая фабрика и кирпичный завов в Понуровке) в Курковичах не было таких крупных промышленных объектов. Распространены были ветряные мельницы (больше десятка штук), имелась вовнодёрка (устройство для обработки овечьей шерсти) и маслобойня. Летом население занималось сельским трудом, осенью продавали излишки продукции на рынках Семёновки (Украина), Стародуба, Воронка. Зимой мужское население занималось торговлей или уходило на Кавказ и в южные районы Российской империи, собирать щетину, которую потом продавали на рынках, их так и называли — щетинники.